# Theater Antigone
Antigone (vroeger: Theater Antigone) is een theaterproductiehuis in Kortrijk. Artistiek directeur is Haider Al Timimi (sinds 2020). 

## Ontstaan
Antigone is ontstaan in 1956. Bert De Wildeman richtte samen met Maurice Lomme en Jacques Verfaillie het semi-professioneel theatergezelschap West-Vlaams Teater Antigone op. In de loop der jaren groeide het uit tot een erkend professioneel theatergezelschap.
In de eerste plaats wilde men de cultuurparticipatie in de regio bevorderen: "vanuit een sociale bekommernis dat wat ons hart en hoofd beroert op een eigenzinnige, hedendaagse, theatrale manier vertalen". Zo wordt ieder jaar een wijkproject gemaakt: een voorstelling waarin buurtbewoners onder begeleiding van een aantal theater- en muziekmakers een productie op touw zetten en op die manier elkaars leef- en denkwereld leren kennen.
Antigone wil via sociaal relevante thema's een actieve rol spelen in de maatschappij. Behalve die sociaal-artistieke werking beschikt Antigone ook over een jongerenwerking.
Ook vandaag is diversiteit nog steeds een belangrijk gegeven voor Theater Antigone, zowel op vlak van repertoire en disciplines als locaties en generaties. Antigone maakt zowel klassiek repertoiretheater als volledig nieuwe creaties waarbij zowel tekst, voorstelling en decor binnen het huis zelf gemaakt worden.
Er wordt vaak samengewerkt met andere gezelschappen en theatermakers (NTGent, Martha!tentatief, Theater Zuidpool, Dominique Van Malder, Ruud Gielens, Raven Ruëll, Tom Dupont, Jan Sobrie). Naast eigen producties en coproducties worden ook regelmatig gastvoorstellingen geprogrammeerd.

## Locatie
Theater Antigone is sinds 2001 gevestigd in een oud industrieel pand uit de 19e eeuw dat omgebouwd werd tot een flexibele ruimte waar ook concerten, een kunstenfestival en aanverwante projecten plaatsvinden. Dit pand bevindt zich in de Kortrijkse stadswijk Overleie.
Daarnaast is het ook een reizend gezelschap, zowel nationaal als internationaal: eerst wordt een reeks voorstellingen in de eigen ruimte opgevoerd, waarna het gezelschap op tournee trekt. Niet alleen culturele centra en schouwburgen worden bespeeld, ook locatietheater komt aan bod (een voormalige school, een oud fabriekspand, leegstaande douanekantoren, een graanloods, een oud rangeerstation, ...).
Behalve diverse podiumkunstenaars kunnen ook schrijvers (bv. Bart Meuleman schreef The Bult and the Beautiful voor Antigone), spelers, muzikanten, componisten, beeldende- en beeldkunstenaars, ... bij Antigone terecht.

## Prijzen
- Selectie voor Het Theaterfestival: Fimosis (2006) en The Bult and the Beautiful (2007)
- Selectie voor Tweetakt: Troebelroes
- Woeste Hoogten, een coproductie van Theater Antigone en Artemis (Nl), is genomineerd voor De Gouden Krekel, de jaarlijkse prijs voor de meest indrukwekkende jeudgtheaterproductie.
- Selectie voor Het Theaterfestival: Coupe Familiale (2019-2021)
- Selectie voor Het Theaterfestival: Stereo Dante plastique (2024)